# Abramo Albini
Abramo Albini (ur. 29 stycznia 1948 w Garzeno) – włoski wioślarz, brązowy medalista olimpijski.

## Kariera
Wystąpił na igrzyskach olimpijskich w Meksyku w 1968, gdzie Włosi w składzie: Tullio Baraglia, Renato Bosatta, Pier Angelo Conti-Manzini i Abramo Albini zdobyli brązowy medal w czwórkach bez sternika. W wyścigu finałowym o 4,83 sekundy wyprzedziła ich osada NRD, a o 2,37 sekundy lepsi byli Węgrzy. Na rozgrywanych cztery lata później igrzyskach olimpijskich w Monachium Włosi nie awansowali do Finału A i ostatecznie zostali sklasyfikowani na dziesiątej pozycji.